# Aristolochia ruiziana
Aristolochia ruiziana (Klotzsch) Duch. – gatunek rośliny z rodziny kokornakowatych (Aristolochiaceae Juss.). Występuje naturalnie w Kolumbii, Peru i Brazylii (w stanach Acre, Amazonas oraz Mato Grosso).

## Morfologia
PokrójBylina pnąca o owłosionych pędach.
LiścieMają owalny kształt. Mają 15–20 cm długości. Są skórzaste. Nasada liścia ma ucięty kształt. Ze spiczastym wierzchołkiem. Ogonek liściowy jest owłosiony i ma długość 12 cm.
KwiatyPojedyncze. Dorastają do 12–18 cm długości.